# Nothoserphus boops
Nothoserphus boops är en stekelart som först beskrevs av Thomson 1858.  Nothoserphus boops ingår i släktet Nothoserphus, och familjen svartsteklar. Arten är reproducerande i Sverige.